# Tropidocephala speciosa
Tropidocephala speciosa är en insektsart som först beskrevs av Bierman 1908.  Tropidocephala speciosa ingår i släktet Tropidocephala och familjen sporrstritar. Inga underarter finns listade i Catalogue of Life.